# Café Tortoni
Il Café Tortoni è un caffè storico situato all'825 di Avenida de Mayo a Buenos Aires, capitale dell'Argentina. È stato incluso da UCity Guides tra i dieci caffè più belli del mondo. È stato proclamato monumento nazionale.

## Storia
Un primo locale chiamato Café Tortoni fu aperto da un immigrato francese di nome Jean Touan nel 1858 all'angolo tra Rivadavia e Esmeralda, a poche decine di metri dalla locazione attuale. Il nome era ispirato all'omonimo locale parigino situato su Boulevard des Italiens. Nel 1880 il caffè fu trasferito nella sede attuale, sebbene l'ingresso fosse ancora su Rivadavia. Nel 1898 fu infine aperto l'ingresso su Avenida de Mayo e realizzata la facciata su progetto dell'architetto Alejandro Christophersen.
Nel corso della sua storia ultracentenaria il Cafè Tortoni ha annoverato tra i suoi clienti e frequentatori alcuni dei più importanti personaggi della storia argentina come Lisandro de la Torre, Marcelo Torcuato de Alvear, Carlos Gardel e Juan Manuel Fangio ed internazionale come Albert Einstein, Federico García Lorca e il re Juan Carlos I di Spagna. Un gruppo di letterati e artisti che erano soliti frequentare il caffè e incontrarvisi diede vita all'Agrupación de Gente de Artes y Letras. Tra i nomi più illustri spiccavano quelli del promotore, Benito Quinquela Martín, di Alfonsina Storni, Baldomero Fernández Moreno, Juana de Ibarbourou, Arthur Rubinstein, Ricardo Viñes, Roberto Arlt, José Ortega y Gasset, Jorge Luis Borges e Molina Campos.